# 旺特罗勒 (上普罗旺斯阿尔卑斯省)
旺特罗勒（法語：Venterol，法語發音：[vɛ̃tʁɔl]）是法国上普罗旺斯阿尔卑斯省的一个市镇，属于福卡尔基耶区。

## 地理
旺特罗勒（44°26'42"N, 6°5'56"E）面积22.75 平方千米，位于法国普罗旺斯-阿尔卑斯-蓝色海岸大区上普罗旺斯阿尔卑斯省，该省份为法国东南部内陆省份，北起上阿尔卑斯省，西接沃克吕兹省，西北接德龙省，南至瓦尔省，东临滨海阿尔卑斯省，东北部与意大利接壤。
与旺特罗勒接壤的市镇（或旧市镇、城区）包括：屈尔邦、福孔迪凯尔、日戈尔、皮耶居、雅尔热、莱特雷、塔拉尔、瓦尔塞尔。

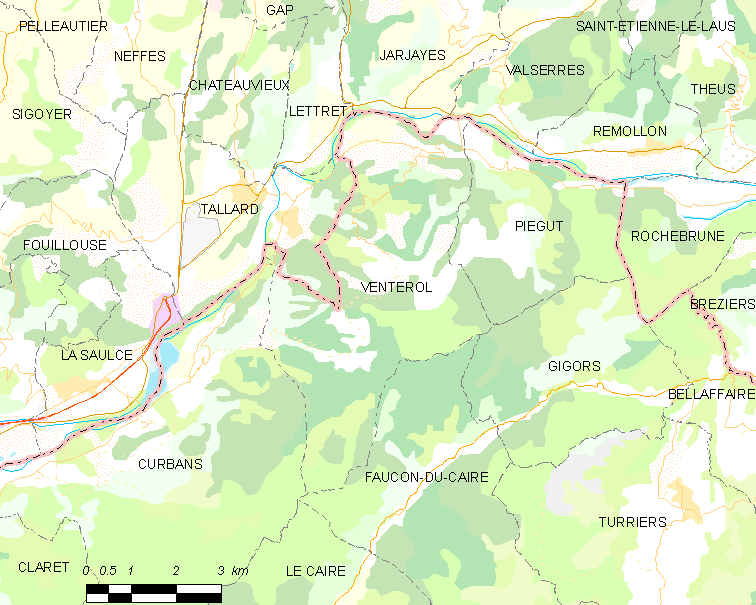
的OSM定位图

旺特罗勒的时区为UTC+01:00、UTC+02:00（夏令时）。

## 行政
旺特罗勒的邮政编码为05130，INSEE市镇编码为04234。

## 政治
旺特罗勒所属的省级选区为塞讷县。

## 人口

1962-2008年间人口变化图示

旺特罗勒于2022年1月1日时的人口数量为226人。